# Hrastov žižak
Hrastov žižak (žirotoč; Curculio glandium), vrsta štetnog kukca iz porodice pipa (Curculionidae) kojega karakterizira dugo tanko rilo 'rostrum', koje je duže kod ženke, nego kod mužjaka. 
Živi po hrastovim šumama a larva se razvija u žiru raznih vrsta hrastova. Ova vrsta najštetnija je među žirotočima i često unište do 70% žira. Jaja u žir polažu početkom srpnja. Ličinka uništava sadržaj žira, a nakon izlaska brzo se zavlače u zemlju gdje se zakukulje. Razvoj do spolno zrelog kukca traje dvije godine.
Hrastov žižak naraste od 4 - 8 mm. Odrasle jedinke se mogu videti od kraja travnja do kraja rujna. 

## Vanjske poveznice
|  | Zajednički poslužitelj ima još gradiva o temi Curculio glandium |
|  | Wikivrste imaju podatke o taksonu Curculio glandium             |